# サイクロン・シドル

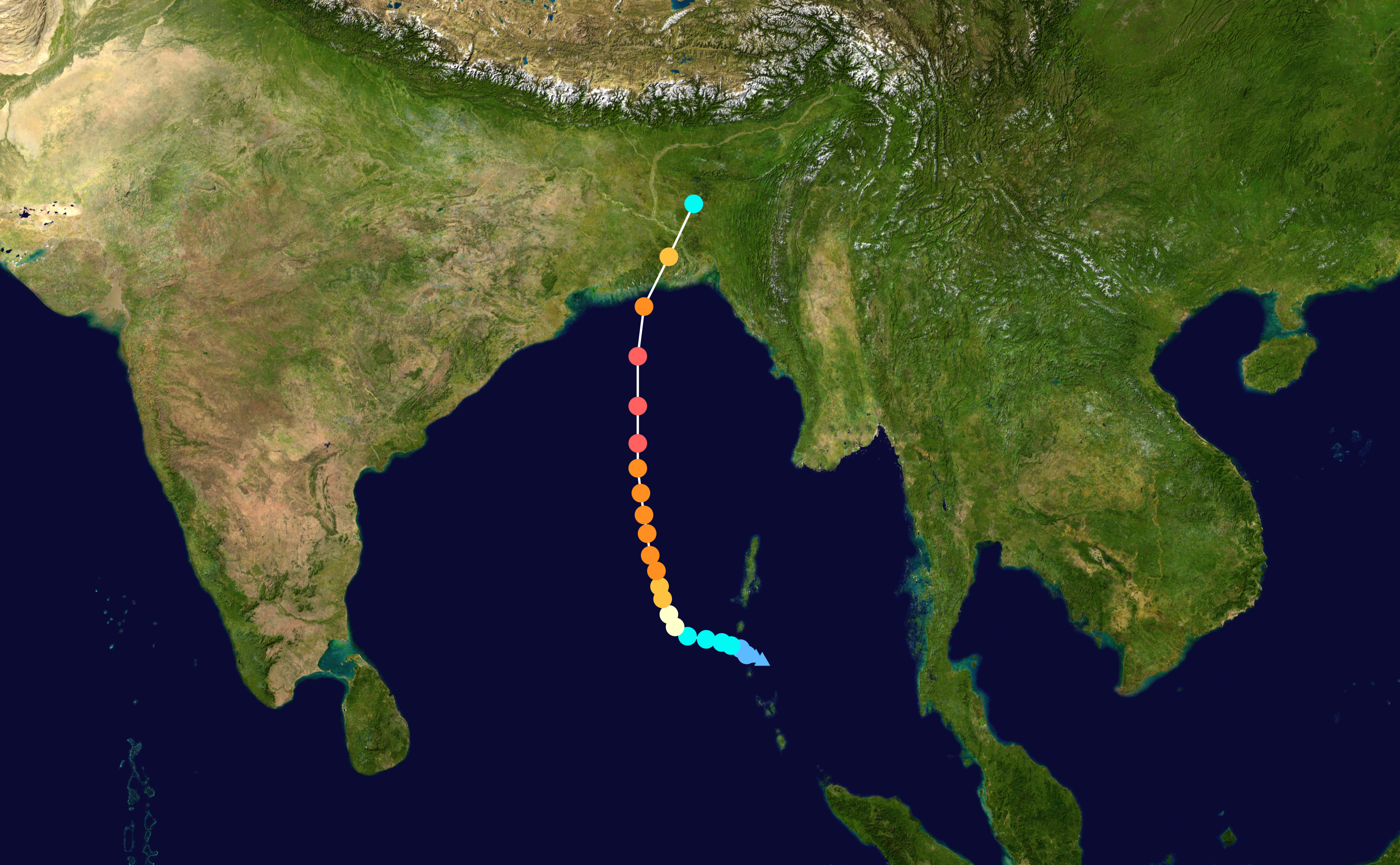
経路図

サイクロン・シドル(Cyclone Sidr)は、2007年11月11日に発生した大型のサイクロンである。バングラデシュやインドに甚大な被害をもたらし、同月16日に消滅。

## 概要
サイクロンはベンガル湾の中央付近で発生後に北上、バングラデシュの首都ダッカの南に上陸すると北東方向に進路を変えてインドのメーガーラヤ州、アッサム州へ抜けて消滅した。これを受け、バングラデシュは17日までに2000人の死亡を報告した。死者が急増した原因に、高波で多数の遺体が確認できたことなどがあげられる。また、翌日の会見で死者数が最悪の場合1万人を超えると発言したが、最終的にバングラデシュ分だけでも死者・行方不明者4000人を超える規模となった。サイクロンを生き延びた生存者も汚染水を飲んだり、収穫を間近に控えた作物の全滅による飢餓などによる二次被害で亡くなった者が多い。また、被災現場には船かヘリコプターでしか近づけないほど困難を極めており、遺体回収は難航した。
サイクロンの被害でその年の米の供給は危機状態にあり、翌年1月3日までには約11万トンの米を輸入した。